# Bernardino Ubaldini
Bernardino Ubaldini della Carda (Apecchio, 1389 – Ferrara, settembre 1437) è stato un condottiero italiano, conte di Apecchio e signore di Casteldurante e Vespolate.

## Biografia
Figlio del capitano di ventura Ottaviano Ubaldini (che conquistò Apecchio nel 1410, sottraendolo a Città di Castello), Bernardino era cittadino di Gubbio ed era conosciuto per il suo coraggio, tanto che la Repubblica di Firenze gli conferì l'appellativo di "Magnifico".
Bernardino Ubaldini fu anch'egli un capitano di ventura e militò nelle compagnie dei Da Montefeltro. Tra le vittorie cui fu presente si ricordano quelle ottenute a Sommo (o Cà del Secco) e a Maclodio nel 1427 in cui le truppe del duca di Milano Filippo Maria Visconti furono sconfitte. Tra le battaglie cui partecipò si ricorda in particolare quella di San Romano, combattuta il 1º giugno 1432 tra la Repubblica di Siena (per la quale militava l'Ubaldini), la Repubblica di Firenze ed i rispettivi alleati, e rimasta famosa soprattutto per il celebre dipinto dedicatole da Paolo Uccello.
Nel 1437 ebbe una grave malattia mentre si trovava a Stellata; morì nei primi giorni del mese di settembre a Ferrara, dove si era fatto portare.

## Discendenza
Secondo alcune fonti, è appurato che egli fosse il padre naturale di Federico da Montefeltro, 2º duca di Urbino, nato nel 1422. Bernardino sposò il 25 agosto 1420 Aura da Montefeltro, figlia naturale di Guidantonio, che poi fece legittimare Federico come figlio di una sua relazione extraconiugale.
Dalla moglie Aura ebbe invece, nel 1423, Ottaviano Ubaldini, anch'egli capitano di ventura e collaboratore di Federico, che, alla sua morte, lo lasciò tutore del figlio Guidobaldo e reggente del Ducato di Urbino.

## Battaglia di San Romano (1432)

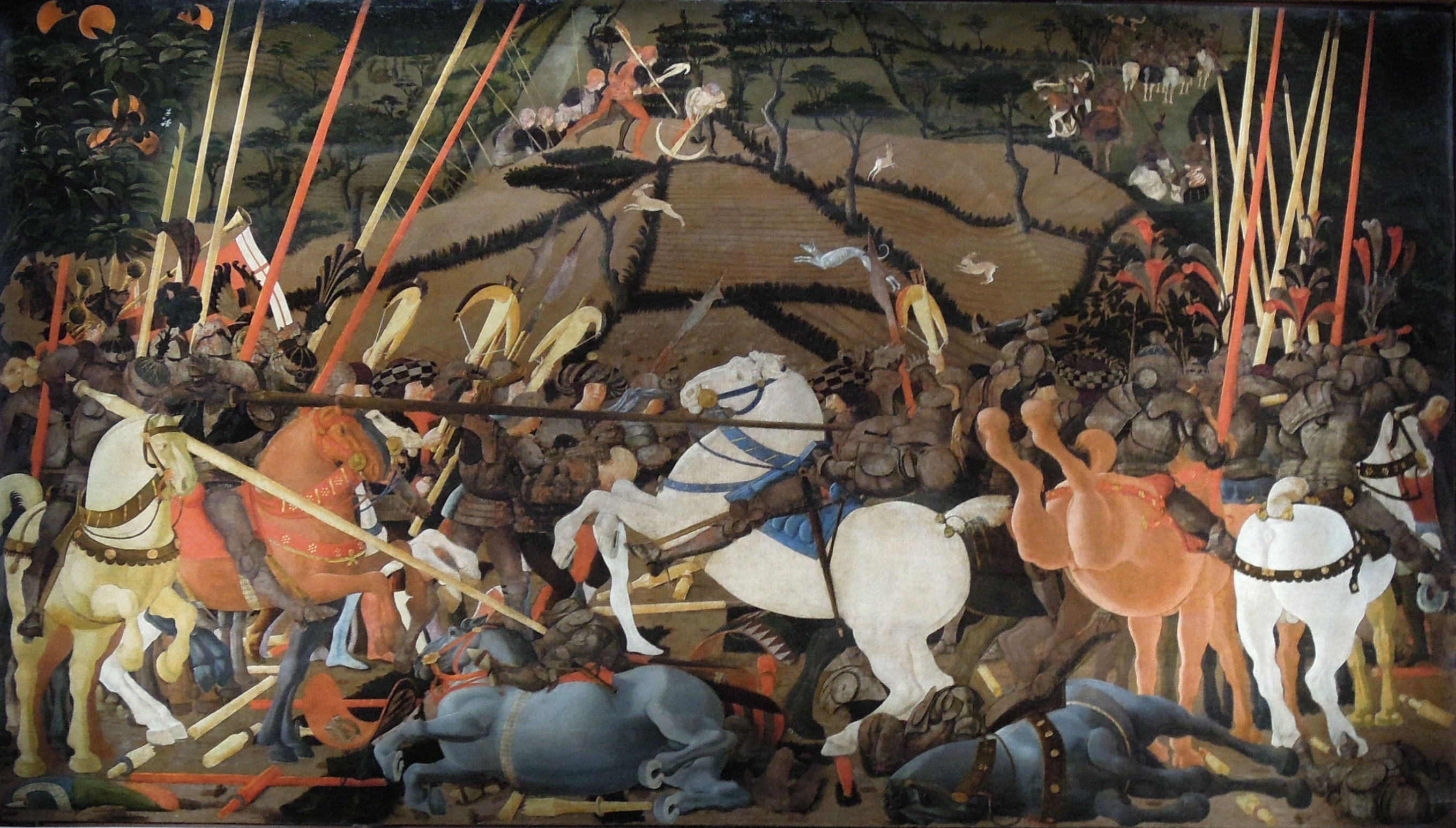
Disarcionamento di Bernardino della Carda, pannello della Battaglia di San Romano di Paolo Uccello, Galleria degli Uffizi, Firenze

Bernardino partecipò alla celebre battaglia di San Romano combattuta il 1º giugno 1432 tra i senesi, dei quali era a capo, e i fiorentini, che vinsero lo scontro. Il disarcionamento di Bernardino fu immortalato nel celebre omonimo dipinto di Paolo Uccello.